# Hottonia palustris
La violeta de agua  (Hottonia palustris) es una especie de la familia de las primuláceas.

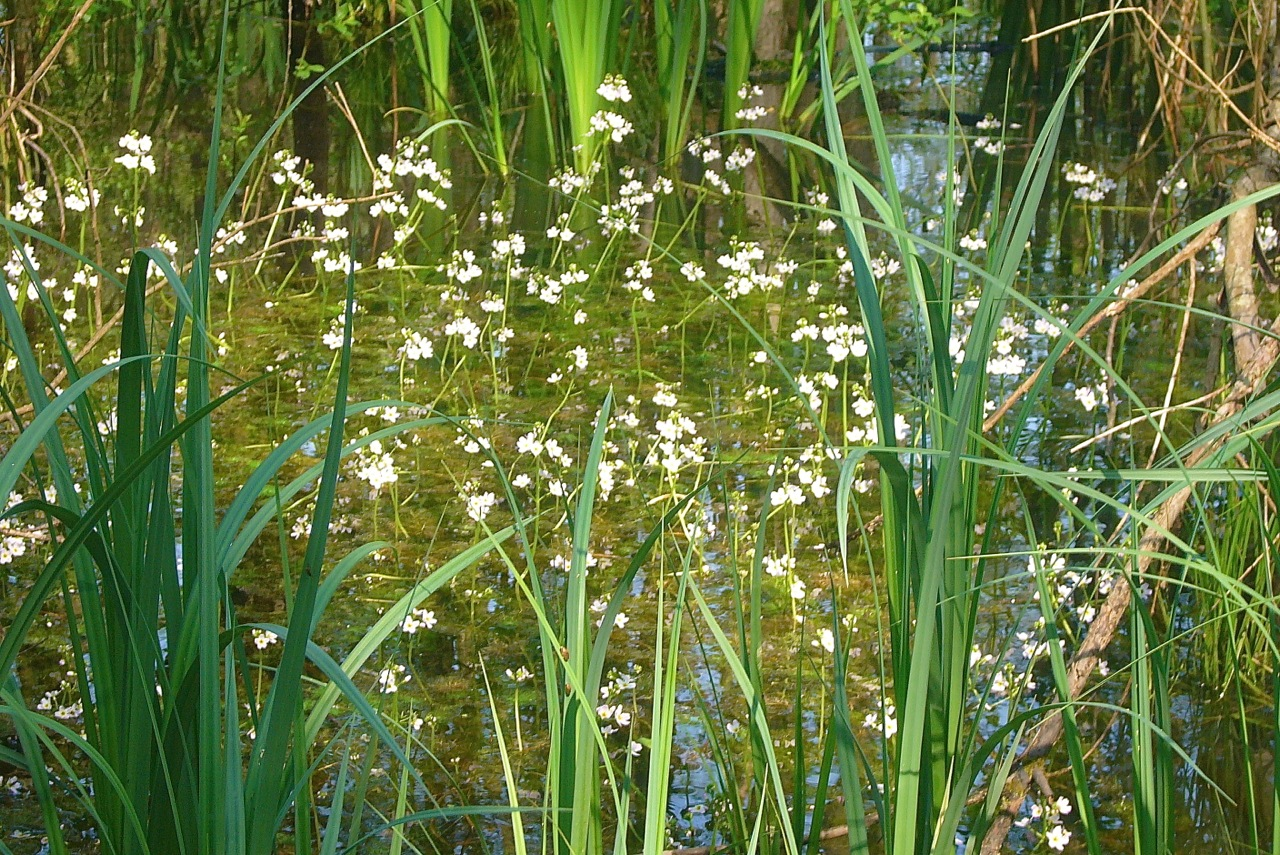
Vista de la planta en su hábitat

## Caracteres
Planta perenne , acuática sumergida; los tallos florales brotan por encima del agua con verticilos de flores violeta. Todas las hojas sumergidas, pinnadas, con lóbulos lineales, alternas o en verticilos. Flores de 3-2,5 cm de diámetro, con garganta amarilla, en verticilos de 3-9, en una larga inflorescencia erecta de hasta 40 cm. Cáliz igual al tubo de la corola, lobulado casi hasta su base. Florece en primavera y verano.

## Distribución
Desde el centro de Suecia y por el sur hasta el centro de Italia y Rumanía

## Taxonomía
Hottonia palustris fue descrita por Carlos Linneo y publicado en Species Plantarum 1: 145. 1753.
Sinonimia
- Androsace aquatica Clairv.
- Breviglandium palustre Dulac
- Hottonia millefolium Gilib.[3]